# E・カードン・ウォーカー
E・カードン・ウォーカー（E. Cardon Walker、Esmond Cardon Walker、1916年1月9日 - 2005年11月28日）は、アメリカ合衆国アイダホ州レックスパーク出身の元ウォルト・ディズニー・カンパニー代表取締役会長。

## 経歴
カリフォルニア大学ロサンゼルス校卒業後、郵便事務員としてウォルト・ディズニー・プロダクションに入社。その後、撮影技師、ストーリー制作でウォルト・ディズニーの片腕として活躍。副社長になるとウォルト・ディズニー・ワールド計画の副監督としてロイ・O・ディズニーを補佐。社長となると1975年にウォルト、ロイ兄弟が夢だったエプコットを計画（1982年オープン）。1983年にはテレビでディズニー・チャンネルを開設し、アジア初のディズニー・テーマパーク・東京ディズニーランドを開園させた。

## 職歴
- 1934年 - カリフォルニア大学ロサンゼルス校に通う為、カリフォルニア州ロサンゼルスへ引っ越す。
- 1938年 - ウォルト・ディズニー・プロダクションに入社。
- 1941年 - 第二次世界大戦の為退社。
- 1956年 - ウォルト・ディズニー・プロダクション宣伝セールス担当バイス・プレジデントとして復社。
- 1960年 - ウォルト・ディズニー・プロダクション取締役会役員。
- 1965年 - ウォルト・ディズニー・プロダクションマーケティング担当バイス・プレジデント。
- 1966年11月 - ウォルト・ディズニー・プロダクション代表取締役副社長兼最高執行責任者。
- 1968年 - ウォルト・ディズニー・プロダクション代表取締役副社長兼エグゼクティブバイス・プレジデント兼最高運営責任者。
- 1971年10月1日 - ウォルト・ディズニー・ワールド完成と同時にウォルト・ディズニー・カンパニー代表取締役社長。
- 1976年12月 - ウォルト・ディズニー・プロダクション最高経営責任者。
- 1980年6月3日 - ウォルト・ディズニー・プロダクション代表取締役会長。
- 1983年2月 - 最高経営責任者を退任。
- 1983年4月 - 東京ディズニーランドの開園長を務める。
- 1983年5月23日 - ディズニーランド内のファンタジーランドがリニューアルオープンを最後に会長職を辞任。
- 1999年 - 退職。

## 製作に携わった作品
| アメリカ公開年 日本公開年     | 邦題 原題                                                          | 担当     | 備考 |
| ----------------------------- | ------------------------------------------------------------------ | -------- | ---- |
| 1968年3月21日 1969年4月25日   | ファミリー・バンド The One and Only, Genuine, Original Family Band | 製作補   |      |
| 1969年12月10日                | トリはタフなり It's Tough to Be a Bird                             | 製作補   |      |
| 1970年12月11日 1972年3月11日  | おしゃれキャット The Aristocats                                    | 製作補   |      |
| 1971年12月13日 1973年3月10日  | ベッドかざりとほうき Bedknobs and Broomsticks                      | 製作補   |      |
| 1973年11月8日 1975年7月19日   | ロビン・フッド Robin Hood                                          | 製作     |      |
| 1974年12月20日 1975年3月15日  | 地球の頂上の島 The Island at the Top of the World                  | 製作     |      |
| 1976年12月17日                | 新・ぼくはむく犬 The Shaggy D.A.                                   | 製作     |      |
| 1976年12月17日                | フリーキー・フライデー Freaky Friday                               | 製作     |      |
| 1977年3月11日 1977年7月2日    | くまのプーさん 完全保存版 The Many Adventures of Winnie the Pooh   | 製作     |      |
| 1977年6月22日 1981年12月19日  | ビアンカの大冒険 The RescuersMary Poppins                          | 製作     |      |
| 1977年12月16日                | ピートとドラゴン Pete's Dragon                                     | 製作     |      |
| 1978年12月16日                | ロバと少年 The Small One                                           | 製作     |      |
| 1979年12月21日 1980年12月20日 | ブラックホール The Black Hole                                      | 製作     |      |
| 1981年7月10日 1983年3月12日   | きつねと猟犬 The Fox and the Hound                                 | 製作     |      |
| 1982年7月9日 1982年9月25日    | トロン Tron                                                        | 製作代表 |      |
| 1983年12月16日                | ミッキーのクリスマスキャロル Mickey's Christmas Carol              | 製作代表 |      |
| 1985年7月24日 1986年7月19日   | コルドロン The Black Cauldron                                      | 製作代表 |      |

## 受賞歴
- 1988年 - サービス・アウォード
- 1993年 - ディズニー・レジェンド